# Мувырское (сельское поселение)
Мувырское — упразднённое муниципальное образование со статусом сельского поселения в Шарканском районе Удмуртии Российской Федерации. 
Административный центр — деревня Мувыр.
Законом Удмуртской Республики от 28 апреля 2021 года № 36-РЗ упразднено в связи с преобразованием Шарканского района в муниципальный округ.

## История
Статус и границы сельского поселения установлены Законом Удмуртской Республики от 13 апреля 2005 года № 11-РЗ «Об установлении границ муниципальных образований и наделении соответствующим статусом муниципальных образований на территории Шарканского района Удмуртской Республики».

## Население
| 2010 | 2012 | 2013 | 2014 | 2015 | 2016 | 2017 |
| ---- | ---- | ---- | ---- | ---- | ---- | ---- |
| 779  | ↘763 | ↗766 | ↘765 | ↘746 | ↗757 | ↘744 |
| 2018 | 2019 | 2020 |      |      |      |      |
| ↘728 | ↘722 | ↘696 |      |      |      |      |

## Состав сельского поселения
| № | Населённый пункт | Тип населённого пункта          | Население |
| - | ---------------- | ------------------------------- | --------- |
| 1 | Кайсегурт        | деревня                         | →0        |
| 2 | Мувыр            | деревня, административный центр | ↗328      |
| 3 | Нижнее Корякино  | деревня                         | ↘54       |
| 4 | Нижнее Суроново  | починок                         | →8        |
| 5 | Нижний Тылой     | деревня                         | ↘69       |
| 6 | Новый Пашур      | деревня                         | ↗94       |
| 7 | Старый Пашур     | деревня                         | ↗68       |
| 8 | Суроново         | деревня                         | ↘142      |